# Tweeloo

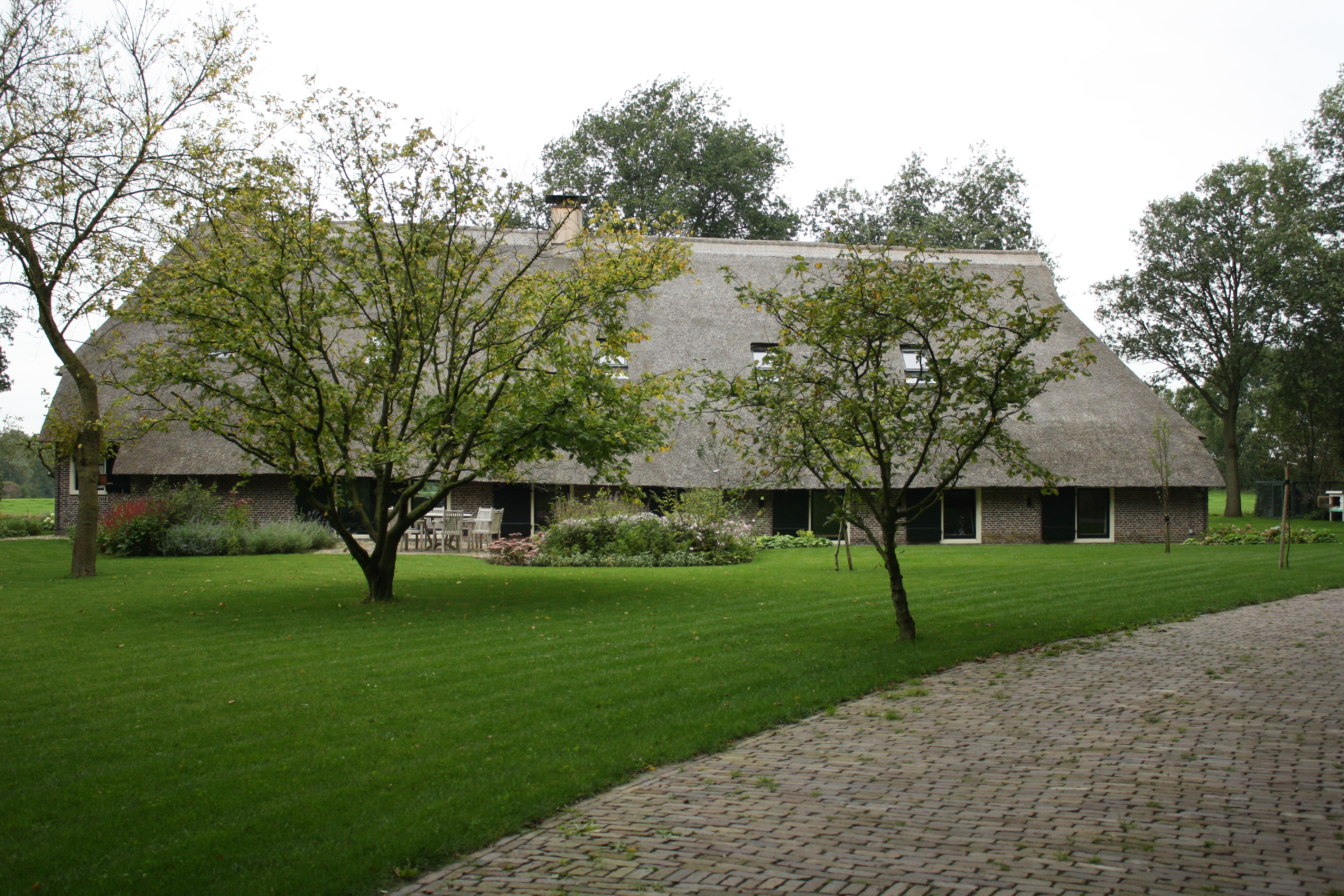
De Tweeloërhof; van oorsprong 18e-eeuwse boerderij in Havelte die oorspronkelijk in Tweeloo stond.

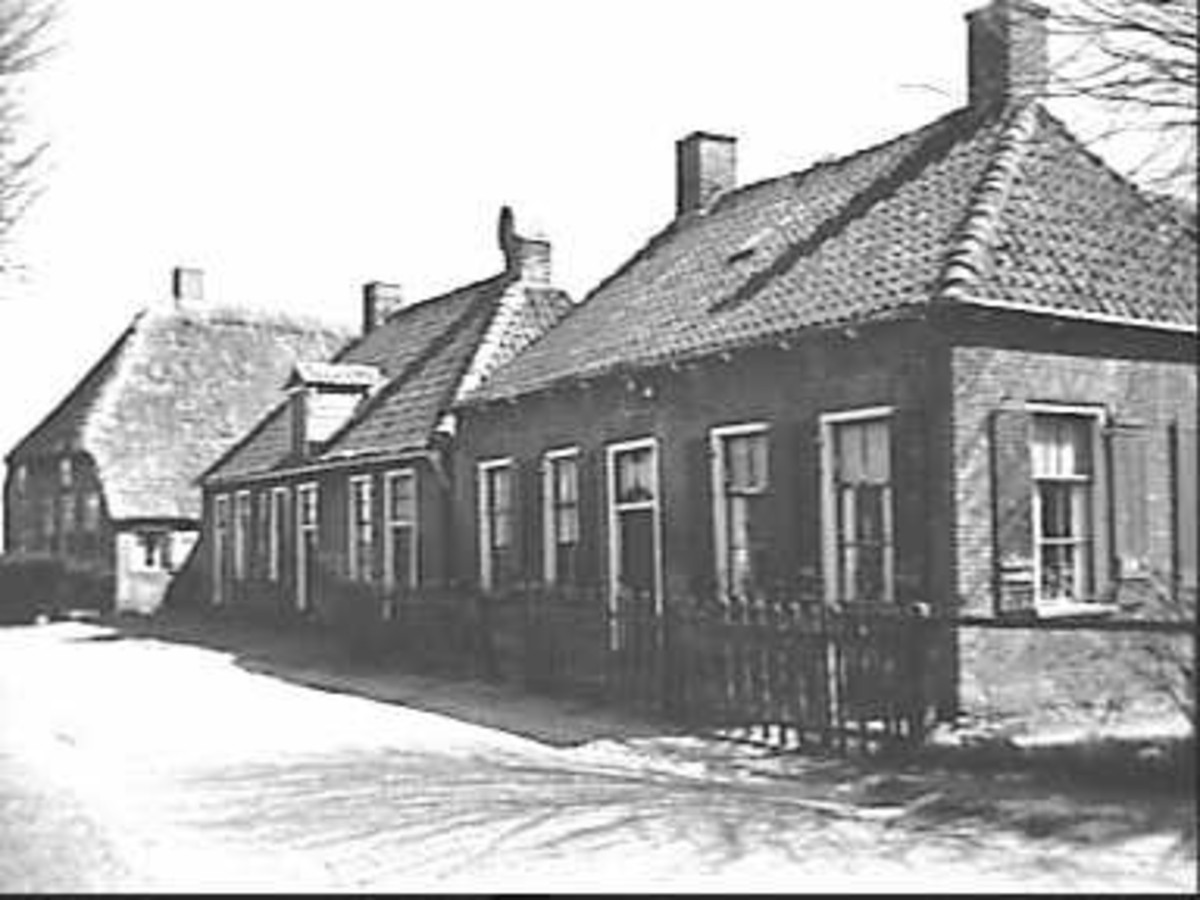
Het adres Tweeloo 10 in 1953.

Tweeloo is een voormalige buurtschap op het grondgebied van de Nederlandse gemeente Meppel. Tot 1942 vormde het gehucht Tweeloo het meest westelijke deel van de gemeente Ruinerwold. Het lag pal ten westen van de spoorlijn Meppel-Leeuwarden. In de jaren 1950 werd Tweeloo gesloopt om plaats te maken voor nieuwbouw ten behoeve van de uitbreiding van Meppel. Een monumentale 18e-eeuwse boerderij werd toen verplaatst naar Havelte, waar zij werd herbouwd op het terrein van de havezate Overcinge. Tweeloo is thans de naam van een straatje in de Meppelse wijk Haveltermade.

## Bron
- Encyclopedie Drenthe Online